# 沖佳苗と菊池こころのきらきらステーション!
『沖佳苗と菊池こころのきらきらステーション!』（おきかなえ- きくち-）とは、声優の沖佳苗と菊地こころがパーソナリティを務めるインターネットラジオである。

## パーソナリティ
- 沖佳苗（ラジオ内・愛称：オッキーナ）
- 菊池こころ（ラジオ内・愛称：ココロンヌ）

共に東映アカデミーの所属となる。

## 概要
「自分たちがもっとキラキラした存在になれるように、リスナーにとってもキラキラした、とにかく楽しい番組をお届けしたい!」というコンセプトの基、2009年9月20日のプレ放送を経て、10月8日よりレギュラー配信を開始。
2009年12月29日・12月31日には、「コミックマーケット77」にて公開録音が行われた。この際、沖は自身の持ち役『フレッシュプリキュア!』のキュアピーチのコスプレで登場し、必殺技の決め台詞も披露した。公開録音での音源は通常版ではなく、特別版として配信された。
2010年10月7日配信分からは『まんがタイムファミリー』（芳文社）で連載中の4コマ漫画『はちみつカフェ』（ふじのはるか作）の公認となる『はちみつカフェらじお』としてリニューアルされ2011年7月28日配信の第20回で終了した。

## コーナー
インフォメーションを除き、全てのコーナーを行うことは無く、毎回3つから4つが実施される。
ふつおた
リスナーからパーソナリティーの2人への、普通のメールを読むコーナー。
佳苗のコダワリ!
リスナーの「自分のコダワリ」を募集するコーナー。沖のこだわりにも触れられるが、菊地に「ネタ切れ」と指摘されることが多い。
こころの一人っ子ワールド
一人っ子の菊池を中心に送る、「一人っ子による、一人っ子のための、一人っ子のコーナー」。一人っ子からの共有エピソード、兄弟姉妹がいるリスナーからの一人っ子のイメージや憧れを募集する。
KISS YOU WOW WOW
「男の子からのキスを待てない女の子の為」「男の子が女の子からのキスのサインに気づく為」をコンセプトに、女の子が「キスをする直前に言うと決まるセリフ」を募集し、2人が読み上げるコーナー。文章の最後には、キスの効果音を自ら付ける。
キラキラ☆検定
リスナーから送られてきた、キラキラした言葉・設定・体験談・妄想に対し、パーソナリティの2人が、キラキラ度を判定するコーナー。
擬音称賛（ぎおんしょうさん） 銭の音（おと）
リスナーが考えた状況や設定にピッタリな擬音を、2人が即興で考え口にするコーナー。
私たちを当ててみなさいよ!
リスナーがパーソナリティー2人の普段の様子や持っているこだわりを想像し、実際に該当するかを各々が判定するコーナー。
ステキな言い訳!
リスナーから「二人がやってしまった」という体のイタズラを募集、片方がその理由を問い詰め、もう片方が言い訳を即興で考え掛けあうコーナー。その無茶振り具合から、菊池はこのコーナーを「嫌」と公言している。
インフォメーション
2人や東映などに関連する情報を届けるコーナー。

## ゲスト
- 宮本佳那子 - 第6回（2009年12月17日）、公開録音2（2010年2月2日、2009年12月31日実施の公開録音）
- ショッカーO野 - 第14・15回（2010年4月10日、4月24日）
- 貝原怜奈 - 第14・15回（2010年4月10日、4月24日）